# Alexander Parris

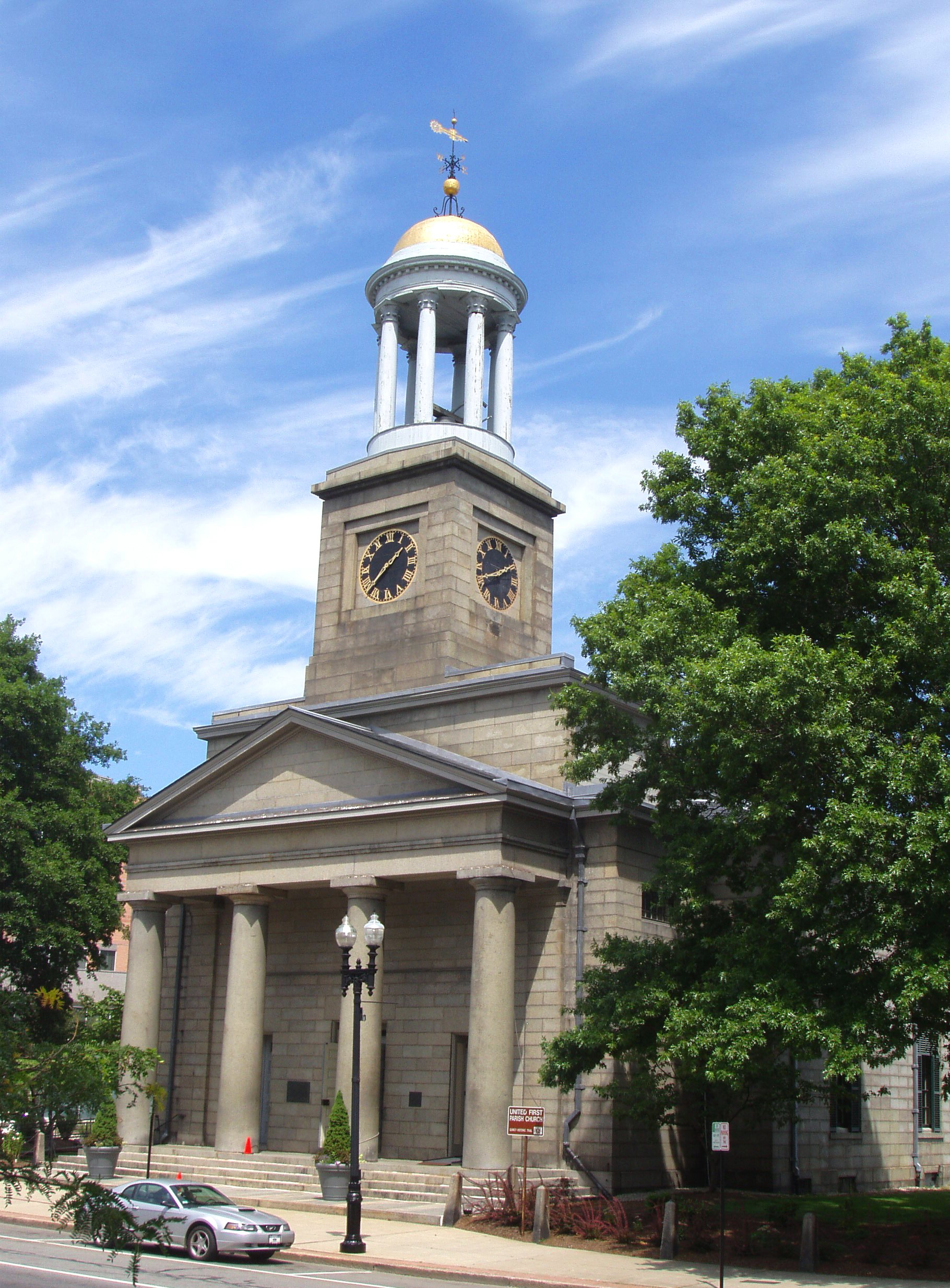
United First Parish Church, 1828, Quincy, Massachusetts -- exterior.

Alexander Parris (1780-1852) fue un importante arquitecto e 
ingeniero estadounidense. Comenzó trabajando como constructor de viviendas, sobre todo en madera, a la manera de la época colonial, evolucionando a la condición de arquitecto siguiendo el estilo federal entonces dominante en la primera etapa de la independencia de Estados Unidos. Diseñó también muchos faros en el área costera nororiental del nuevo país.